# Cod ATC C
Codul ATC C Aparatul cardiovascular este o parte a sistemului de clasificare anatomică, terapeutică și chimică a medicamentelor, un sistem dezvoltat de către Organizația Mondială a Sănătății (OMS) pentru clasificarea medicamentelor și a altor produse medicinale.
Codurile pentru preparatele de uz veterinar sunt create prin alipirea literei Q în fața codului ATC corespunzător produsului pentru uz uman; de exemplu, QC. 

C Sistemul cardiovascular
C01 Terapia cordului
C02 Antihipertensive
C03 Diuretice
C04 Vasodilatatoare periferice
C05 Vasoprotectoare
C07 Betablocante
C08 Blocante ale canalelor de calciu
C09 Produse active pe sistemul renină-angiotensină
C10 Hipolipemiante